# 北条常久
北条 常久（ほうじょう つねひさ、1939年1月 - ）は、日本近代文学研究者。文学博士。福島県いわき市出身。

## 経歴
- 福島県立磐城高等学校卒業。
- 東北大学文学部国文科卒、同大学院文学研究科修士課程修了。
- 聖霊女子短期大学付属中・高等学校教諭。
- 1973年以前から聖霊女子短期大学助教授、のち教授。
- 1996年「「種蒔く人」の誕生と展開 -土崎版同人を中心として」で東北大学文学博士。
- 現在 秋田県生涯学習センター シニアコーディネーター
- あきた文学資料館名誉館長

## 著書
- 『「種蒔く人」研究 - 秋田の同人を中心として』おうふう、1992年
- 『種蒔く人 小牧近江の青春』筑摩書房、1995年
- 『国語教育の実際と表現 -中学校高等学校の指導上の試み』翰林書房、1996年
- 『橋のない川 住井すゑの生涯』風濤社、2003年
- 『海の星を追って - 日本に生きたシスター・ピアの生涯』筑摩書房、1998年
- 『標準語の村- 遠藤熊吉と秋田西成瀬小学校』無明舎出版、2006年

## 共編著
- 『むのたけじ現代を斬る 対談集』イズミヤ出版、2003年
- 『「文学」としての小林多喜二』神谷忠孝、島村輝共編、至文堂〈『国文学解釈と鑑賞』別冊〉、2006年

## 受賞
- 1986年 - 昭和61年度日本カトリック短期大学学術研究奨励賞
- 1992年 - 第9回秋田市文化選奨
- 第56回農民文学賞 受賞作 伊藤永之介の農民文学の道 (第五十六回農民文学賞発表)